# Julius Hagström
Axel Julius Hagström (i riksdagen kallad Hagström i Härnösand), född 15 februari 1853 i Bo socken, Örebro län,  död 17 april 1939 i Härnösand, Västernorrlands län, var en svensk skolman och riksdagsledamot (liberal).
Julius Hagström, som var son till en smed, tog folkskollärarexamen i Karlstad 1873 och var sedan lärare vid Manilla dövstuminstitut 1873–1877, dövstumskolan i Örebro 1877–1879 och Manilla dövstuminstitut 1879–1891. Han var därefter föreståndare för dövstumskolorna i Hjorted 1891–1896, Växjö 1896–1897 och Härnösand 1897–1916. 
Han var riksdagsledamot i andra kammaren 1906–1911 för Härnösands och Örnsköldsviks valkrets och därefter i första kammaren 1912 för Västernorrlands läns valkrets. I riksdagen tillhörde han Frisinnade landsföreningens riksdagsgrupp Liberala samlingspartiet. Han var bland annat ordförande i andra kammarens första tillfälliga utskott 1911 och engagerade sig inte minst i frågan om undervisning åt dövstumma och förståndshandikappade. 
Julius Hagström utgav också en lärobok i modersmålet för dövstumma, som trycktes i ett antal upplagor. Han är begravd på Gamla kyrkogården i Härnösand.